# 珙绥峨高速公路
珙绥峨高速公路是四川省规划与在建的一条省级高速公路，起于四川省宜宾市珙县，经云南省昭通市绥江县，到达四川省乐山市峨边彝族自治县。该线路将两次穿越川滇界，分别连接 串珙高速与 昭乐高速。

## 路段

### 绥江（川滇界）－屏山新市
沿江高速绥江支线起点在四川省屏山县新市镇，连接 蓉丽高速，止点在云南省昭通市绥江县，横跨金沙江。该路段由于靠近川滇界，全长仅3.789公里，目前在建中。